# Francesco Vitale da Noja
Francesco Vitale da Noja (Puglia, ... – Valencia, 18 aprile 1492) è stato un vescovo cattolico italiano.

## Biografia
Nacque in Puglia; entrò nell'Ordine dei frati minori.
Presentato da re Ferdinando II, nella sua qualità di re di Sicilia, il 26 novembre 1484 fu nominato vescovo di Cefalù da papa Innocenzo VIII. Ricevette l'ordinazione episcopale da Stefano Taleazzi, arcivescovo di Antivari, co-consacranti Pietro Ajosa, vescovo di Civita Castellana e Orte, e Pere García, vescovo di Ales.
Mentre era in viaggio in Spagna, morì a Valencia il 18 aprile 1492.

## Genealogia episcopale
La genealogia episcopale è:
- Arcivescovo Stefano Taleazzi
- Vescovo Francesco Vitale da Noja, O.F.M.